# ディズニー・インタラクティブ・スタジオ
ディズニー・インタラクティブ・スタジオ (Disney Interactive Studios, Inc.) は、ウォルト・ディズニー・カンパニーのソフトウェアやビデオゲームの開発・販売会社。日本ではウォルト・ディズニー・ジャパンの一部門。

## 概要
1988年にWalt Disney Computer Softwareとして創立。PC向けに教育ソフトやゲームソフトの自社発売を行っていた。家庭用ゲーム機向けには、ディズニーキャラクターのゲーム化権ライセンス事業を行ってきたが、2002年より自社発売も始めるようになった。1995年にディズニー・インタラクティブ (Disney Interactive, Inc.)  に、2003年にブエナ ビスタ ゲーム (Buena Vista Games, Inc.) に、2007年に現行の社名に変更、日本でも独自の企画・発売業務を開始した。
2009年12月より日本における家庭用ゲームソフト（一部を除く）の販売はスクウェア・エニックスが行っていた。2011年9月を持って日本における自社パプリッシング事業を終了し、海外タイトルのローカライズ・パブリッシング許諾を含めたライセンシングモデルに戻る。2016年5月に『ディズニー インフィニティ』の事業継続の停止と同時に自社パプリッシング事業から撤退、世界的にもライセンシングモデルに移行した。2005年より開発スタジオの買収・新設を行ってきたが、2016年現在、ほとんどのスタジオは解散している。ディズニー・エレクトロニック・コンテンツは、同社の精神的な後継会社となる。

## ゲームソフト
- カーズ2（ニンテンドーDS、開発：Firebrand Games）
- キム・ポッシブル（日本版の発売元はディースリー・パブリッシャー）
- キングダム ハーツ シリーズ（発売元：スクウェア・エニックス）
- くまのプーさん 100エーカーの森のクッキングBOOK（開発：グッド・フィール）
- スティッチ!DS オハナとリズムで大冒険（開発：キャトルコール）
- ターザン フリーライド（開発：ユービーアイソフト）
- チキン・リトル 宇宙最強のチーム
- ディズニー エピックミッキー 〜ミッキーマウスと魔法の筆〜（日本版の発売元は任天堂）
  - ディズニー エピックミッキー2:二つの力（日本版の発売元はスパイク・チュンソフト）
- ディズニーTH!NK 早押しクイズ
- ディズニーゴルフクラシック
- ディズニープリンセス 魔法のジュエル
- ディズニープリンセス 魔法の世界へ
- ディズニー・フレンズ（開発：Amaze Entertainment）
- ディズニー インフィニティ（1.0/3.0日本版の発売元はバンダイナムコエンターテインメント）
  - ディズニー インフィニティ2.0
  - ディズニー インフィニティ3.0
- ティンカー・ベル
- ティンカー・ベルと月の石
- ティンカー・ベルと妖精の家
- トイ・ストーリー3（ニンテンドーDS、開発：n-Space）
- ナルニア国物語/第2章: カスピアン王子の角笛
- ハイスクール・ミュージカル DANCE!
- パイレーツ・オブ・カリビアン/ワールド・エンド
- ボルト
- 魔法にかけられて
- メテオス ディズニー・マジック（開発：キューエンタテインメント）
- もっと!スティッチ!DS リズムでラクガキ大作戦♪
- リトル・マーメイド アリエルの海のたからもの（開発：Gorilla Systems）
- リロ・アンド・スティッチ（日本版の発売元はディースリー・パブリッシャー）
- ルイスと未来泥棒 ウィルバーの危険な時間旅行

### オリジナル作品
- エクストリーム・レーシング -PURE-（PlayStation 3、Xbox 360）
- 化石超進化 スペクトロブス（ニンテンドーDS、開発：ジュピター）
- 化石モンスター スペクトロブス（Wii）
- スプリットセカンド（PlayStation 3、PlayStation Portable）
- 超化石モンスターバトル ゲキトツ・ギャラクシー（ニンテンドーDS、開発：ジュピター）